# Hilary Knight (jugadora de hockey sobre hielo)
Hilary Atwood Knight (Palo Alto, California, Estados Unidos; 12 de julio de 1989) es una jugadora de hockey sobre hielo estadounidense que juega actualmente en la PWHPA como delantera. Con la selección de Estados Unidos ha ganado la medalla de oro en los Juegos Olímpicos de Pieonchang 2018, la medalla de plata en Vancouver 2010 y Sochi 2014 y 8 Campeonatos Mundiales.

## Biografía
Knight nació en Palo Alto, California, pero creció en Sun Valley, Idaho. Su primo es el esquiador alpino olímpico Chip Knight. De pequeña, decidió cambiar los esquíes por patines y comenzó a jugar al hockey sobre hielo con sus tres hermanos.

## Palmarés

### Internacional
- Juegos Olímpicos de Invierno: 
  - Oro: Pyeonchang 2018
  - Plata: Vancouver 2010, Sochi 2014, Pekín 2022

- Campeonato Mundial:
  - Oro: 2008, 2009, 2011, 2013, 2015, 2016, 2017, 2019
  - Plata: 2007, 2012, 2021

### Individual

#### NCAA
- Delantera de la semana del WCHA: Semana del 8 de octubre de 2008
- Delantera de la semana del WCHA: Semana del 19 de noviembre de 2008
- WCHA All-Rookie Team: 2008
- Novata del año de la pretemporada del WCHA: 2008-09
- Novata de la semana del WCHA: Semana del 7 de enero de 2009
- Novata de la semana del WCHA: Semana del 4 de febrero de 2009
- RBK Hockey/AHCA primer equipo All-American de la Division I: 2009
- Finalista al Premio Patty Kazmaier Memorial: 2009
- Jugadora del Año del WCHA: 2009
- Equipo del torneo del Frozen Four: 2009
- Delantera de la semana del WCHA: Semana del 5 de octubre de 2010
- Jugadora del año de la pretemporada del WCHA: 2010
- Delantera de la semana del WCHA: Semana del 5 de enero de 2011
- Delantera de la semana del WCHA: Semana del 11 de enero de 2011
- Jugadora de la semana del WCHA: Semana del 14 de diciembre de 2011
- Nominada al premio Patty Kazmaier: 2011
- Primer equipo All-America: 2011

#### CWHL
- Premio a la Mejor Jugadora de la CWHL: 2013

#### NWHL
- Máxima goleadora de la temporada: 2015-16

#### USA Hockey
- Equipo All-Star de los medios de comunicación del Campeonato Mundial: 2011
- Atleta del Año del Comité Olímpico Estadounidense: abril de 2011
- Premio Jeff Sauer: 2012
- MVP del Campeonato Mundial: 2015